# Молодіжне (Херсонський район)
Молодіжне — селище в Україні, у Херсонській міській громаді Херсонського району Херсонської області. Кількість населення станом на 2001 рік становила 1024 особи.

## Населення

### Мовний склад
Рідна мова населення за даними перепису 2001 року:
| Мова            | Кількість | Відсоток |
| --------------- | --------- | -------- |
| українська      | 829       | 80.96%   |
| російська       | 189       | 18.46%   |
| білоруська      | 3         | 0.29%    |
| інші/не вказали | 3         | 0.29%    |
| Усього          | 1024      | 100%     |

## Історія
12 червня 2020 року, відповідно до Розпорядження Кабінету Міністрів України № 726-р «Про визначення адміністративних центрів та затвердження територій територіальних громад Херсонської області», увійшло до складу Херсонської міської громади.
19 липня 2020 року, в результаті адміністративно-територіальної реформи увійшло до складу новоутвореного Херсонського району.
3 березня 2022 року селище тимчасово окуповане російськими військами під час російсько-української війни.
11 листопада того ж року Збройні сили України визволили селище з-під окупації в ході контрнаступу в Херсонській області.